# G.I. Blues
G.I. Blues è il settimo album in studio di Elvis Presley, pubblicato nel 1957 negli Stati Uniti, contenente la colonna sonora del film da lui interpretato Cafè Europa.

## Descrizione
L'album venne pubblicato dalla RCA Records in formato mono e stereo nell'ottobre 1960
Le sedute di registrazione ebbero luogo il 27 e 28 aprile 1960 e il 6 maggio dello stesso anno nello studio C della RCA e negli studi Radio Recorders di Hollywood, California. L'album riscosse un ottimo successo di pubblico raggiungendo la prima posizione nella classifica Billboard 200 per otto settimane negli Stati Uniti e nella Official Albums Chart per ventidue settimane.
Per ragioni di copyright, nella versione europea dell'album e nel film Cafè Europa la canzone Tonight Is So Right for Love, ispirata alla celebre barcarola dell'opera I racconti di Hoffmann di Jacques Offenbach, venne sostituita con una versione alternativa intitolata Tonight's All Right for Love, che contiene un adattamento della melodia di un valzer di Johann Strauss del XIX secolo.
Il 27 aprile 1997 la RCA ha ristampato il disco in compact disc in versione rimasterizzata, con l'aggiunta di 8 outtakes provenienti dalle sessioni per l'album.

## Accoglienza
Entrò nelle classifiche statunitensi nell'ottobre del 1960 al 6º posto e, in 6 settimane, raggiunse il 1º posto per 10 settimane non consecutive e permase complessivamante in classifica 111 settimane; nel periodo successivo all'uscita l'album arrivò a vendere circa 3,5 milioni di copie e venne certificato come disco d'oro dalla RIAA il 12 marzo 1963 e come disco di platino il 27 marzo 1992.

## Tracce

### Lato 1
1. Tonight Is So Right for Love (Abner Silver & Sid Wayne) - 2:14
2. What's She Really Like (Abner Silver & Sid Wayne) - 2:17
3. Frankfort Special (Sid Wayne & Sherman Edwards) - 2:58
4. Wooden Heart (Ben Weisman, Fred Wise, Kathleen Twomey, Bert Kaempfert) - 2:03
5. G.I. Blues (Sid Tepper & Roy C. Bennett) - 2:36

### Lato 2
1. Pocketful of Rainbows (Ben Weisman & Fred Wise) - 2:35
2. Shoppin' Around (Aaron Schroeder, Sid Tepper, Roy C. Bennett) - 2:24
3. Big Boots (Sid Wayne & Sherman Edwards) - 1:31
4. Didja' Ever (Sid Wayne & Sherman Edwards) - 2:36
5. Blue Suede Shoes (Carl Perkins) - 2:07
6. Doin' the Best I Can (Doc Pomus & Mort Shuman) - 3:10

### Bonus tracks nella ristampa del 1997
1. Tonight's All Right For Love (Sid Wayne, Abner Silver, Johann Strauss) - 1:21
2. Big Boots (versione veloce) (Sid Wayne & Sherman Edwards) - 1:14
3. Shoppin' Around (alternate take 11) (Aaron Schroeder, Sid Tepper, Roy C. Bennett) - 2:15
4. Frankfort Special (versione veloce take 2) (Sid Wayne & Sherman Edwards) - 2:25
5. Pocketful of Rainbows (alternate take 2) (Ben Weisman & Fred Wise) - 2:47
6. Didja' Ever (alternate take 1) (Sid Wayne & Sherman Edwards) - 2:42
7. Big Boots (versione acustica) (Sid Wayne & Sherman Edwards) - 0:58
8. What's She Really Like (alternate take 7) (Abner Silver & Sid Wayne) - 2:24
9. Doin' the Best I Can (alternate take 9) (Doc Pomus & Mort Shuman) - 3:17

## Formazione
- Elvis Presley - voce, chitarra
- The Jordanaires - voce
- Scotty Moore, Tiny Timbrell, Neal Matthews, Jr. - chitarra elettrica
- Pete Drake - pedal steel guitar
- Dudley Brooks - pianoforte
- Ray Siegel - basso
- D. J. Fontana, Frank Bode, Bernie Mattinson - batteria